# Ik heb eerbied voor jouw grijze haren
Ik heb eerbied voor jouw grijze haren, oorspronkelijk getiteld Grijze haren, is een lied dat in 1960 door Bobbejaan Schoepen werd geschreven en gecomponeerd.
Het lied is een aantal keren gecoverd door buitenlandse artiesten. In Nederland stond het lied in de zomer van 1963 op de tweede plaats van  Platennieuws - in totaal werden er 350.000 platen verkocht in de uitvoering van het Duo Gert Timmerman, bestaande uit Gert Timmerman, met Tonny Sotthewes die de tweede stem zong. Het duo werd begeleid door een orkest olv Addy Kleijngeld, die Timmerman ook wees op de hitpotentie van het lied. Timmerman kreeg hiervoor een gouden en platina plaat uit handen van Louis Armstrong.
De Duitse coverversies, onder andere uitgevoerd door Camillo Felgen en Heino en James Last (alleen instrumentaal) Ich hab Ehrfurcht vor schneeweissen Haaren werden in de jaren 70 grote hits.
De eerste regel, "Ik heb eerbied", gezongen in de versie van het Duo Gert Timmerman, werd in 2003 gesampled door Osdorp Posse  voor het nummer "Eerbied" uit hun album "Tegenstrijd" (2003). 
Op 3 december 2009 werd de oorspronkelijke versie van Ik heb eerbied voor jouw grijze haren van Bobbejaan Schoepen opgenomen in de Eregalerij van Radio 2.

## De tekst
(refrein)
Ik heb eerbied voor jouw grijze haren.
Ze bekronen je lieve gezicht.
Zij verzachten de sporen der jaren,
na een leven van werken en plicht.
Ik heb eerbied voor jouw grijze haren.
Voor je rimpels van zorgen en pijn.
Ik wil trachten voor hen die ze dragen
altijd een bron van vreugde te zijn.

(strofe)
Voor die lieve oude mensen
met hun diep doorploegd gelaat
heeft mijn hart een gastvrij deurtje
dat altijd wijd open staat.
Omdat hen het harde leven
zowel leed als vreugde bracht,
hebben zij nu grijze haren
en een blik zo wijs en zacht

(refrein)
Ik heb eerbied voor jouw grijze haren ...

## Hitnoteringen
| Ultra Top | 1-12-1960 | Positie: | 17 | 10 | 13 | uit |

| Ik heb eerbied voor jouw grijze haren (Duo Gert Timmerman) | Ik heb eerbied voor jouw grijze haren (Duo Gert Timmerman) | Ik heb eerbied voor jouw grijze haren (Duo Gert Timmerman) | Ik heb eerbied voor jouw grijze haren (Duo Gert Timmerman) | Ik heb eerbied voor jouw grijze haren (Duo Gert Timmerman) | Ik heb eerbied voor jouw grijze haren (Duo Gert Timmerman) | Ik heb eerbied voor jouw grijze haren (Duo Gert Timmerman) | Ik heb eerbied voor jouw grijze haren (Duo Gert Timmerman) | Ik heb eerbied voor jouw grijze haren (Duo Gert Timmerman) | Ik heb eerbied voor jouw grijze haren (Duo Gert Timmerman) | Ik heb eerbied voor jouw grijze haren (Duo Gert Timmerman) | Ik heb eerbied voor jouw grijze haren (Duo Gert Timmerman) | Ik heb eerbied voor jouw grijze haren (Duo Gert Timmerman) | Ik heb eerbied voor jouw grijze haren (Duo Gert Timmerman) | Ik heb eerbied voor jouw grijze haren (Duo Gert Timmerman) | Ik heb eerbied voor jouw grijze haren (Duo Gert Timmerman) | Ik heb eerbied voor jouw grijze haren (Duo Gert Timmerman) | Ik heb eerbied voor jouw grijze haren (Duo Gert Timmerman) | Ik heb eerbied voor jouw grijze haren (Duo Gert Timmerman) | Ik heb eerbied voor jouw grijze haren (Duo Gert Timmerman) | Ik heb eerbied voor jouw grijze haren (Duo Gert Timmerman) | Ik heb eerbied voor jouw grijze haren (Duo Gert Timmerman) | Ik heb eerbied voor jouw grijze haren (Duo Gert Timmerman) | Ik heb eerbied voor jouw grijze haren (Duo Gert Timmerman) | Ik heb eerbied voor jouw grijze haren (Duo Gert Timmerman) | Ik heb eerbied voor jouw grijze haren (Duo Gert Timmerman) | Ik heb eerbied voor jouw grijze haren (Duo Gert Timmerman) | Ik heb eerbied voor jouw grijze haren (Duo Gert Timmerman) | Ik heb eerbied voor jouw grijze haren (Duo Gert Timmerman) | Ik heb eerbied voor jouw grijze haren (Duo Gert Timmerman) | Ik heb eerbied voor jouw grijze haren (Duo Gert Timmerman) |
| Hitlijst                                                   | Datum van binnenkomst                                      | Week:                                                      | 1                                                          | 2                                                          | 3                                                          | 4                                                          | 5                                                          | 6                                                          | 7                                                          | 8                                                          | 9                                                          | 10                                                         | 11                                                         | 12                                                         | 13                                                         | 14                                                         | 15                                                         | 16                                                         | 17                                                         | 18                                                         | 19                                                         | 20                                                         | 21                                                         | 22                                                         | 23                                                         | 24                                                         | 25                                                         | 26                                                         | 27                                                         |                                                            |
| ---------------------------------------------------------- | ---------------------------------------------------------- | ---------------------------------------------------------- | ---------------------------------------------------------- | ---------------------------------------------------------- | ---------------------------------------------------------- | ---------------------------------------------------------- | ---------------------------------------------------------- | ---------------------------------------------------------- | ---------------------------------------------------------- | ---------------------------------------------------------- | ---------------------------------------------------------- | ---------------------------------------------------------- | ---------------------------------------------------------- | ---------------------------------------------------------- | ---------------------------------------------------------- | ---------------------------------------------------------- | ---------------------------------------------------------- | ---------------------------------------------------------- | ---------------------------------------------------------- | ---------------------------------------------------------- | ---------------------------------------------------------- | ---------------------------------------------------------- | ---------------------------------------------------------- | ---------------------------------------------------------- | ---------------------------------------------------------- | ---------------------------------------------------------- | ---------------------------------------------------------- | ---------------------------------------------------------- | ---------------------------------------------------------- | ---------------------------------------------------------- |
| Platennieuws Top 10                                        | 17-08-1963                                                 | Positie:                                                   | 8                                                          | 8                                                          | 8                                                          | 8                                                          | 3                                                          | 2                                                          | 2                                                          | 3                                                          | 2                                                          | 2                                                          | 3                                                          | 3                                                          | 3                                                          | 3                                                          | 3                                                          | 3                                                          | 3                                                          | 3                                                          | 3                                                          | 3                                                          | 3                                                          | 3                                                          | 6                                                          | 6                                                          | 5                                                          | 5                                                          | 5                                                          | uit                                                        |

| Tijd Voor Teenagers Top 10 | 30-11-1963 | Positie: | 5 | 5 | 4 | 5 | 5 | 6 | 9 | uit |